# Jacques Necker
Jacques Necker (Ginebra 1732 - Coppet, Suïssa, 1804) va ser tres vegades el responsable de les finances de la monarquia francesa del rei Lluís XVI en els anys 1776, 1788 i 1789.
El 1747 es va establir a París com a agent de banca, on s'enriqueix ràpidament. El 1765 actuà de banquer i el 1772 deixà les finances per la política. És autor de diverses obres sobre economia política defensant la necessitat d'un sistema reglamentarista a la manera de Colbert i criticant el liberalisme econòmic i, per tant, Turgot (Essai sur la législation et le commerce des grains, 1775). Com a director general del tresor (1776) i de finances (1777), va seguir una política de reformes parcials, com ara estalvi, supressió de càrrecs, finançament per emprèstits. També va introduir reformes de caràcter filantròpic, com ara l'abolició de la tortura, dels serveis personals als dominis reials, etc. El 1781 publicà el Compte-rendu au Roi, on va denunciar les injustificables despeses de la cort. L'escàndol que va comportar el va forçar a dimitir. Tres anys després, el 1784, va publicar De l'administration des finances de la France, obra que critica la política financera de Calonne. El 1788, davant la bancarrota de la Hisenda reial, el monarca el va tornar a cridar. Però la seva gestió fou inútil perquè el dèficit estatal era enorme i demanava reformes a fons. L'11 de juliol de 1789 va cessar per ordre del rei car va permetre la votació i la deliberació conjunta dels estaments als Estats Generals de França. El rei el tornà a cridar el dia 16, però impotent davant l'evolució dels fets, va renunciar al càrrec definitivament el 1790.